# Béral Mbaïkoubou
Béral Mbaïkoubou est un homme politique tchadien, né à N’Djaména le 16 avril 1981. D’ethnie Ngambaye, l'une des composantes du groupe Saras qui peuple le sud du Tchad, Béral est originaire de Bébédjia dans la région du Logone Oriental. Élu député en 2011, il devient alors le plus jeune membre et le seul élu non-voyant de l'Assemblée. Le 29 décembre 2024, il a été réélu au Parlement tchadien pour le 6ᵉ arrondissement de N'Djamena.

## Enfance et adolescence
Né d'un père fonctionnaire d'état et d’une mère ménagère, Béral Mbaikoubou est le dernier d'une fratrie d'une sœur et de trois frères. À la suite de la varicelle, il a perdu la vue dès l’âge de trois ans.
À sept ans, Béral était recueilli et intégré au Centre des Ressources de Jeunes Aveugles (C.R.J.A) à N’Djamena. Ce centre a été créé en 1988 par un prêtre jésuite français, le père Jean Henri Williet (1922-2016). Il accueille des jeunes souffrant de handicaps visuels pour les mettre à l'école et leur permettre d'apprendre dans les mêmes conditions que les autres écoliers. Les devoirs et les exercices demandés par ses enseignants, Béral les transcrit lui-même à l'aide d'une machine à écrire. Outre I ‘apprentissage de l'écriture braille Béral Mbaikoubou sera initié à plusieurs pratiques parascolaires dont la poésie et la Guitare. Après sa réussite au Concours d'Entrée en 6e, il intègre le Lycée Sacré-Cœur de N'Djamena. En 2002, Béral Mbaikoubou fut le premier déficient visuel a décroché son baccalauréat de série littéraire (A4).
De 2002-2004, le jeune bachelier suivra une formation en communication et journalisme à l‘Institut Tchadien de Développement (ITD) de N’Djamena, formation sanctionnée par un Brevet de Technicien Supérieur (BTS) en communication et journalisme.

## Triple passion - musique, écriture, politique

### Musique
L’une des grandes passions de Béral Mbaïkoubou, c’est la musique. Avec comme nom de scène le Provocateur d’art, il évoque surtout des sujets politiques. Pendant plusieurs années, il donnait des concerts populaires, sans jamais enregistrer de disques avant de sortir deux albums en 2010 et 2014. Le premier, Le P.R., le fisc et les sans-esprits, avec P.R comme président de la République et sans-esprits pour désigner la population, Béral, dit s'inspirer de la trinité Père, Fils et Saint-Esprit du christianisme pour évoquer les relations entre le bas peuple et les pouvoirs publics. Dans le deuxième album, le Jardin des dingues, il traite toujours de la politique.

### Ecriture
Béral Mbaïkoubou a publié quatre livres depuis 2008. Le premier livre Tchad, éloge des lumières obscures (Editions L'Harmattan, 2009) est co-écrit avec Succès Masra. Le deuxième ouvrage est intitulé Panégyrique du je: discours sur la conscience de soi (Editions Ifrikiya, Yaoundé, 2012). Le troisième ouvrage porte le titre Les bons cons te font de bons ennuis: critique de l'imposture politique au Tchad (Editions SAO, 2015). Son dernier livre est Les pas laid de la démocratie (Editions SAO, 2017).
Béral Mbaïkoubou écrit aussi régulièrement des articles, par exemple pour le journal N'Djamena Hebdo.

### Etudes philosophiques
En 2003 à Libreville au Gabon, Béral Mbaikoubou est lauréat d'un concours organisé par l'Organisation internationale de la Francophonie. La cérémonie de récompense, qui se déroule sous la présidence d'Abdou Diouf, Secrétaire général de l'OIF, lui permet de bénéficier d'une bourse d'études. En 2004, il entre à I‘Université Charles De Gaulle de Lille en France pour des études de philosophie, qu'il achève en 2009 avec un master en Philosophie morale et politique. Rentré dans la foulée dans le pays, le jeune diplômé dispense des cours de philosophie dans deux lycées privés de N’Djamena.

### Engagement politique
En 2010, Béral adhère à un parti d'opposition, le Mouvement des patriotes tchadiens pour la République (MPTR). Sous la bannière de ce jeune parti fédéraliste, il est élu lors des législatives de 2011, député de Moursal dans le 6e arrondissement municipal de la ville de N'Djamena. Béral était devenu ainsi le plus jeune député de cette législature, l'ayant intégrée à 30 ans et le premier député non-voyant de l'histoire politique du Tchad. Lors des sessions de l'Assemblée nationale, il rédige ses notes en braille. L'écrivain tchadien, Renaud Dingamnaial a consacré à Béral un livre intitulé “Béral Mbaikoubou, Les yeux du cœur ou comment un aveugle a conquis l’Hémicycle”. En septembre 2021 il était nommé au Conseil National de Transition (CNT) du Tchad. Le 29 décembre 2024, il est réélu au Parlement tchadien pour le 6ᵉ arrondissement de N'Djamena.

## Vie privée
Béral Mbaikoubou vit en couple avec une Allemande Connie Stitz. Ils ont ensemble deux filles, Sophia née en juin 2011 et lsa née en avril 2015.

## Autres sources
Articles régulièrement publiés dans le journal N'Djamena Hebdo https://ndjamenahebdo.net/tag/beral-mbaikoubou/
Une selection des chansons https://soundcloud.com/beral-mbaikoubou
"L'économie tchadienne sous le poids du nombre de généraux", Deutsche Welle (DW), 23.02.2023 
"Le silence de la CEEAC dénoncé au Tchad", Deutsche Welle (DW), 28.10.2022 
"Les handicapés peuvent à nouveau traverser la frontière terrestre Tchad-Cameroun", VOA Africa, 06.02.2022 
"Les autorités tchadiennes accordent une amnistie à plus de 250 ex-rebelles et exilés", VOA Africa, 03.12.2021 
"La grande erreur du peuple tchadien serait d'avoir peur", Deutsche Welle (DW), 02.12.2020
"Débat autour de l'élévation du président tchadien à la dignité de "maréchal"", Deutsche Welle (DW), 29.06.2020
Pétition pour le retrait de la nouvelle constitution au Tchad, VOA Africa, 30.08.2018
"Le Tchad englué dans une crise économique sans précédent", Deutsche Welle (DW), 10.08.2018
"Chad: The unexpected migration debate", Deutsche Welle (DW), 27.11.2017
"Bitterarm und unfrei", Frankfurter Rundschau, 23.11.2017 
"Mußestunden im Tschad?", Blog Misereor, 04.05.2015 
"Gefährliches Spiel mit der Demokratie“, Welt-Sichten, 30.09.2014 
"Diskriminierung inklusive – von Barrieren und Behinderungen", iz3w, Dezember 2014
Live Musik Bergmannstrasse-Festival 2013, avec Francois Asukaten Tendeng, Jan Harms et Ahoi Musik, Berlin 2013
Live-Konzert und Podiumsgespräch im Afrika-Haus in Berlin, 12.01.2013
„Kunst kann die Gesellschaft verändern“, Radio Deutschlandfunk Kultur, 04.06.2013
LE TALK - Béral MBAIKOUBOU – Tchad, TV AFRIKA24, 2011
"Le préservatif, un moyen de prévention contre le sida encore marginal", The New Humanitairian, 05.07.2005